# Phrurolithus sinicus
Espèce
Phrurolithus sinicus est une espèce d'araignées aranéomorphes de la famille des Phrurolithidae.

## Répartition
Cette espèce se rencontre en Chine, en Corée du Sud, au Japon et en Russie au Touva et en Transbaïkalie,.

## Systématique
Le nom valide complet (avec auteur) de ce taxon est Phrurolithus sinicus Zhu (d) & Mei (d), 1982.

### Étymologie
Son nom d'espèce lui a été donné en référence au lieu de sa découverte, la Chine.

### Publication originale
- (zh) Zhu Chuan-dian et Mei Xing-gui, « [A new species of spider of the genus Phrurolithus (Araneae: Clubionidae) from China] », Journal of the Bethune Medical University, Chine, vol. 8,‎ 1982, p. 49-50 (ISSN 0253-3707).